# Carlo Calcaterra
 (avril 2025).
La mise en forme du texte ne suit pas les recommandations de Wikipédia : il faut le « wikifier ».
Les points d'amélioration suivants sont les cas les plus fréquents. Le détail des points à revoir est peut-être précisé sur la page de discussion.
- Les titres sont pré-formatés par le logiciel. Ils ne sont ni en capitales, ni en gras.
- Le texte ne doit pas être écrit en capitales (les noms de famille non plus), ni en gras, ni en italique, ni en « petit »…
- Le gras n'est utilisé que pour surligner le titre de l'article dans l'introduction, une seule fois.
- L'italique est rarement utilisé : mots en langue étrangère, titres d'œuvres, noms de bateaux, etc.
- Les citations ne sont pas en italique mais en corps de texte normal. Elles sont entourées par des guillemets français : « et ».
- Les listes à puces sont à éviter, des paragraphes rédigés étant largement préférés. Les tableaux sont à réserver à la présentation de données structurées (résultats, etc.).
- Les appels de note de bas de page (petits chiffres en exposant, introduits par l'outil «  Source ») sont à placer entre la fin de phrase et le point final[comme ça].
- Les liens internes (vers d'autres articles de Wikipédia) sont à choisir avec parcimonie. Créez des liens vers des articles approfondissant le sujet. Les termes génériques sans rapport avec le sujet sont à éviter, ainsi que les répétitions de liens vers un même terme.
- Les liens externes sont à placer uniquement dans une section « Liens externes », à la fin de l'article. Ces liens sont à choisir avec parcimonie suivant les règles définies. Si un lien sert de source à l'article, son insertion dans le texte est à faire par les notes de bas de page.
- La présentation des références doit suivre les conventions bibliographiques. Il est recommandé d'utiliser les modèles {{Ouvrage}}, {{Chapitre}}, {{Article}}, {{Lien web}} et/ou {{Bibliographie}}. Le mode d'édition visuel peut mettre en forme automatiquement les références.
- Insérer une infobox (cadre d'informations à droite) n'est pas obligatoire pour parachever la mise en page.

Pour une aide détaillée, merci de consulter Aide:Wikification.
Si vous pensez que ces points ont été résolus, vous pouvez retirer ce bandeau et améliorer la mise en forme d'un autre article.
Carlo Calcaterra (né à Premia le 21 novembre 1884 et mort à Santa Maria Maggiore le 25 septembre 1952) est un critique littéraire italien, professeur à l’Université catholique du Sacré-Cœur de Milan, puis à l’Université de Bologne.

## Biographie
Fils de Carlo senior (1843–1894), médecin et modeste écrivain, et de Carolina Giovannelli (1854–1905), Carlo Calcaterra est le frère du docteur Gaetano et de l’ingénieur Ottavio. Il fit ses études à Turin, où il se lia d’amitié avec les poètes Guido Gozzano et Carlo Vallini, et écrivit lui-même des poésies. Il obtint son diplôme à l’Université de Turin sous la direction d’Arturo Graf.
Il a enseigné la littérature italienne à l'Institut technique d'Asti, où il a publié ses premiers essais, puis à Cagliari. Il fut combattant pendant la Première Guerre mondiale et professeur à Gênes et à Turin après la guerre ; de là, il s'installe à l'Université catholique de Milan en 1927.
Marié à Clara Gatti, il a eu deux filles : Frichi Calcaterra (1925-2008) et Lionella Calcaterra.
En 1929, il fonde et dirige la revue littéraire Convivium, signant les articles sous le pseudonyme de Carlo da Premia, en mémoire de sa ville natale ; en 1937, il s'installe à l'Université de Bologne et, à partir de 1939, il dirige le « Giornale storico della letteratura italiana », il est également président du Centre national d'études Alfieri.
Pendant la Seconde Guerre mondiale, il fut évacué à Druogno en 1943 et, sous la République d'Ossola, il élabora avec Gianfranco Contini un projet de réforme scolaire.
Professeur de littérature italienne à l'Université de Bologne , Pier Paolo Pasolini fut parmi ses étudiants, suivant des cours sur Vittorio Alfieri au cours de l'année académique 1939-1940 et sur l'art du XVIIe siècle l'année suivante. Après avoir perdu sa thèse en cours sur la peinture italienne contemporaine lors de sa fuite de Livourne, aux alentours du 8 septembre 1943, Pasolini s'adressa à Calcaterra comme directeur de sa thèse sur le poète Giovanni Pascoli qu'il soutint le 26 novembre 1945, et qui ne fut publiée par Einaudi que dans les années plus récentes .
En 1948, il fonde la revue « Studi petrarcheschi » et consacre des études particulières à Pétrarque, en même temps que celles réservées aux poètes des XVIIe et XVIIIe siècles avec la publication de Parnaso in rivolta en 1940 et de Barocco in Arcadia e altri scritti sul Settecento en 1950.
Parmi ses élèves, nous pouvons compter Giorgio Bassani, Ezio Raimondi et Piero Camporesi.
Il est enterré au cimetière de Bellinzago Novarese, ville natale de sa famille.

## Principaux travaux
- Le traducteur de la « Thébaïde » de Stace. Recherche sur les relations du cardinal Cornelio Bentivoglio avec Carlo Innocenzo Frugoni , Asti, Paglieri et Raspi, 1910.
- Le prosateur Frugoni, Asti, Paglieri et Raspi, 1910.
- L'amitié de Carlo Innocenzo Frugoni et Alfonso Varano, Asti, école typique. Michelerio, 1910.
- Études critiques, Asti, Paglieri et Raspi, 1911.
- Histoire de la poésie frugonienne, Gênes, Libreria editrice Moderna, 1920.
- Notre Risorgimento imminent. Études et littérature dans le Piémont à l'époque de Sampaolina et de Philopatria , Turin, Société d'édition internationale, 1935.
- Le Parnasse en révolte. Baroque et antibaroque dans la poésie italienne , Milan, A. Mondadori, 1940.
- Dans la forêt de Pétrarque, Bologne, L. Cappelli, 1942.
- Avec Guido Gozzano et d'autres poètes, Bologne, N. Zanichelli, 1944.
- Sur la langue de Guido Gozzano, Bologne, Minerva, 1948.
- Alma mater studiorum. L'Université de Bologne dans l'histoire de la culture et de la civilisation , Bologne, N. Zanichelli, 1948.
- Le baroque en Arcadie et autres écrits sur le XVIIIe siècle, Bologne, N. Zanichelli, 1950.
- Poésie et chanson. Études sur la poésie mélodique italienne et sur la fable pour la musique , Bologne, N. Zanichelli, 1951.